# Хёрд, Юджин
Юджин Хёрд (англ. Eugene Hurd; 7 июля 1881 года, Форт-Аткинсон, штат Висконсин, США — 19 мая 1941 года), американский хирург.

## Биография
Во время Русско-японской войны 1904—1905 годов был американским военным корреспондентом. В начале Первой мировой войны написал письмо Николаю II с просьбой зачислить его в вооруженные силы. После визита российского консула к нему оставил врачебную практику в Сиэтле, штат Вашингтон. Приехал в Россию, поступил на службу в российскую армию и получил чин капитана (1914), а в 1915 году — чин полковника медицинской службы.
Провел более 30 тыс. хирургических операций в боевых условиях, организовал передвижной госпиталь на Двинском фронте. Был награжден тремя боевыми российскими орденами.
Другой американский доктор, Доналд Томпсон, так вспоминал о Хёрде: «Доктор Хёрд знает русских и знает, как с ними обходиться. Русские тоже знают, что доктор Хёрд здесь не играет в политику, а приехал по своей воле, чтобы как-нибудь помочь России, стране, которая не имеет нареканий по его службе и платит ему всего 300 рублей в месяц. Теперь, когда ценность рубля упала, он работает, практически, ни за что. Доктор Херд — замечательный человек! Только подумать, он оставил практику с доходом 12 тысяч долларов в год ради такой жизни. Когда встречаешь людей такого типа, которые делаю великое дело, наполняешься гордостью от того, что ты — американец!»
На фоне революционных событий 1917 года Хёрд уехал из России и поступил на военно-медицинскую службу в американскую армию во Франции.
Среди других американских врачей, участвовавших в первой мировой войне в рядах русской армии, известны также имена Малколма Гроу (англ. Malcolm C. Grow), филадельфийского врача, награжденного Георгиевским крестом за храбрость, а также доктора Э. Г. Эгберта (англ. E. H. Egbert), ставшего главным врачом полевого госпиталя.
Хёрд похоронен на Арлингтонском национальном кладбище в Виргинии.